# سانتا تيريزا جالورا
سانتا تيريزا جالورا ، (بالإنجليزية: Santa Teresa Gallura)‏، (سردينيا: Lungòni, Lungòne)، هي مدينة تقع على الطرف الشمالي من سردينيا، على مضيق بونيفاسيو، في مقاطعة ساساري، إيطاليا. يمكن رؤية الساحل الجنوبي لكورسيكا من الشاطئ. المدينة هي واحدة من عدة مواقع محتملة لمدينة تيبولا القديمة. 

## السكان
في سنة 1861 بلغ عدد السكان 1٬522 نسمة، وتطور العدد ليصل في سنة 2011 لـ 5٬018 نسمة.
يظهر هذا المخطط البياني تطور النمو السكاني لـ سانتا تيريزا جالورا

## أعلام
- ماركو روزيتو